# Dubaï Motor Show
Le Dubaï Motor Show est un salon automobile international annuel fréquenté par plus de 100 000 visiteurs, ayant lieu en novembre depuis 1989 à Dubaï, capitale de l'émirat de Dubaï en Arabie.

## Historique
Le salon est organisé au Dubaï International Convention Centre de la ville de Dubaï avec environ 150 constructeurs automobiles mondiaux. Il est un haut lieu international de présentation et de vente de voitures de luxe et de supercars.

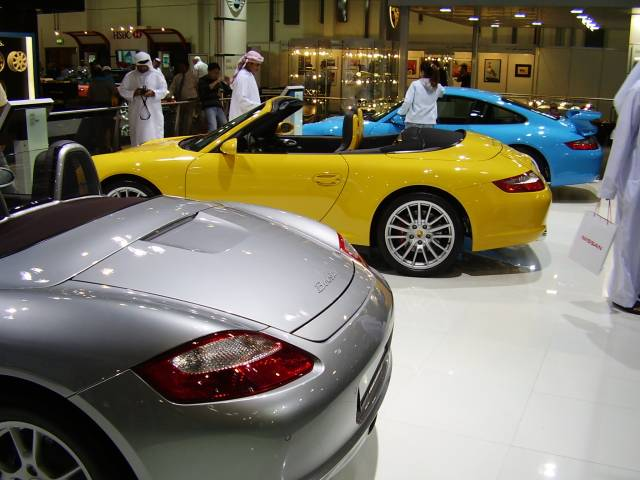
Porsche Boxster, Carrera 997 et 911 GT3
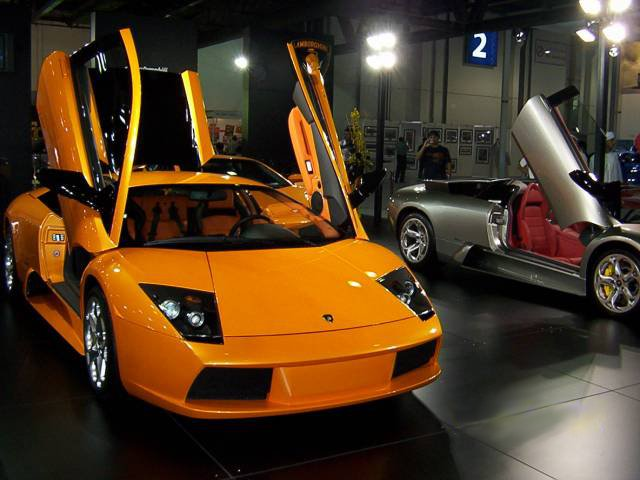
Lamborghini Murciélago

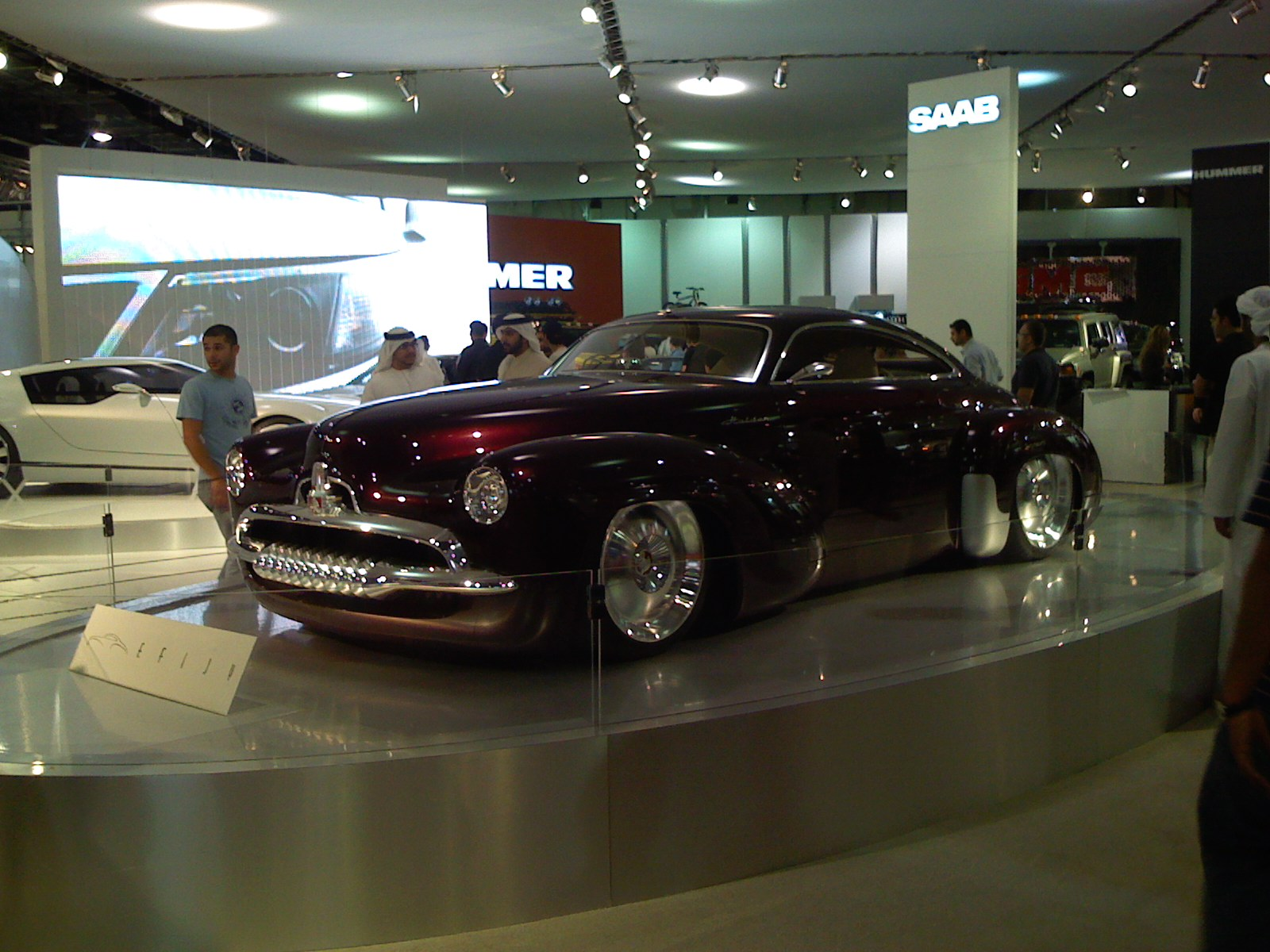
Concept car Holden Efijy
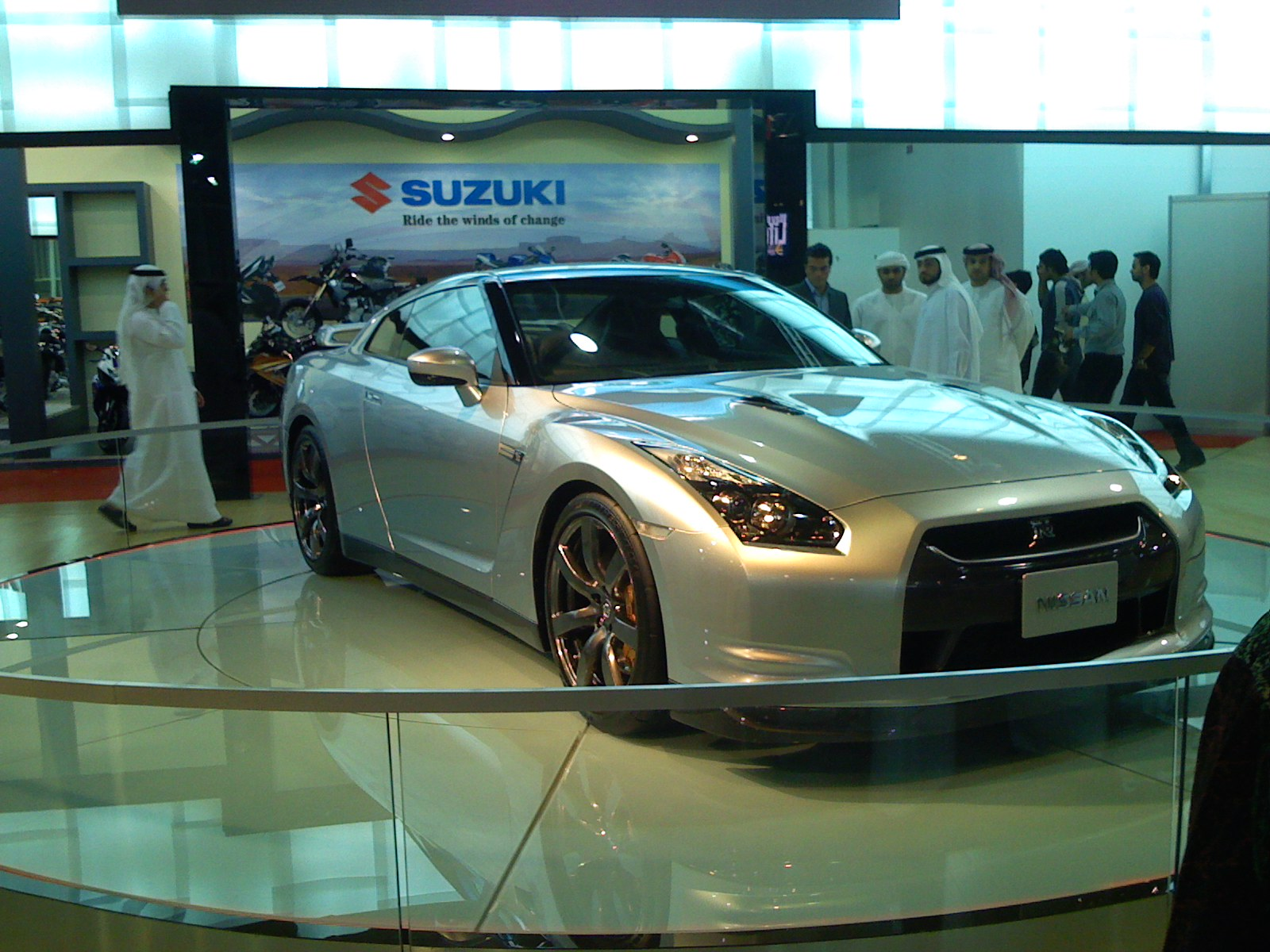
Nissan GT-R R35
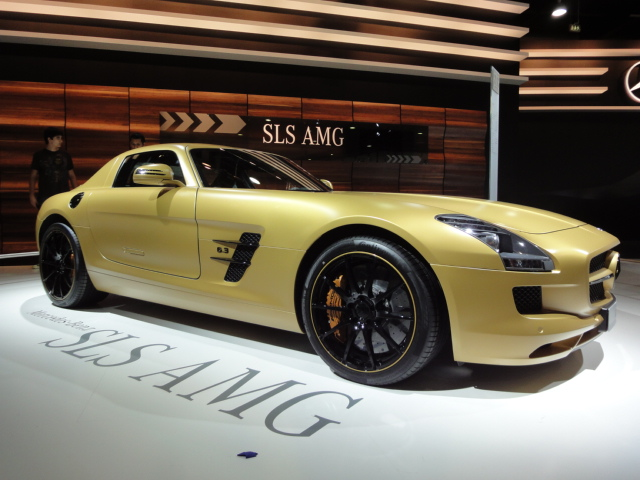
Mercedes-Benz SLS AMG Desert Gold

En 2017, le Dubai Motor Show est planifié du 14 au 18 novembre au Dubai World Trade Centre,.